# Efecte Lindy
L'efecte Lindy (també conegut com a Llei de Lindy) és un fenomen teoritzat que diu que l'esperança de vida futura d'algunes coses no peribles, com una tecnologia o una idea, és proporcional a la seva edat actual. D'aquesta manera, l'efecte Lindy proposa que com més temps hagi sobreviscut alguna cosa per existir o utilitzar-se en el present, més llarga serà la seva esperança de vida restant. La longevitat implica una resistència al canvi, l'obsolescència o la competència i més probabilitats de continuar existint en el futur. Quan s'aplica l'efecte Lindy, la taxa de mortalitat disminueix amb el temps. Matemàticament, l'efecte Lindy correspon a una distribució de probabilitat de Pareto.
El concepte rep el nom de la delicatessen Lindy's a la ciutat de Nova York, on el concepte va ser teoritzat de manera informal pels humoristes de la ciutat. L'efecte Lindy ha estat teoritzat posteriorment per matemàtics i estadístics. Nassim Nicholas Taleb ha expressat l'efecte Lindy en termes de “distància d'una barrera absorbent”.
L'efecte Lindy s'aplica als articles “no peribles”, aquells que no tenen una “data de caducitat inevitable”. Per exemple, els éssers humans són peribles: l'esperança de vida en néixer als països desenvolupats és d'uns 80 anys. Per tant, l'efecte Lindy no s'aplica a la vida humana: és poc probable que un humà de 5 anys mori en els pròxims 5 anys, però és molt probable que un humà de 70 anys mori en els pròxims 70 anys, mentre que l'efecte Lindy prediria que aquests tinguessin la mateixa probabilitat.

## Història

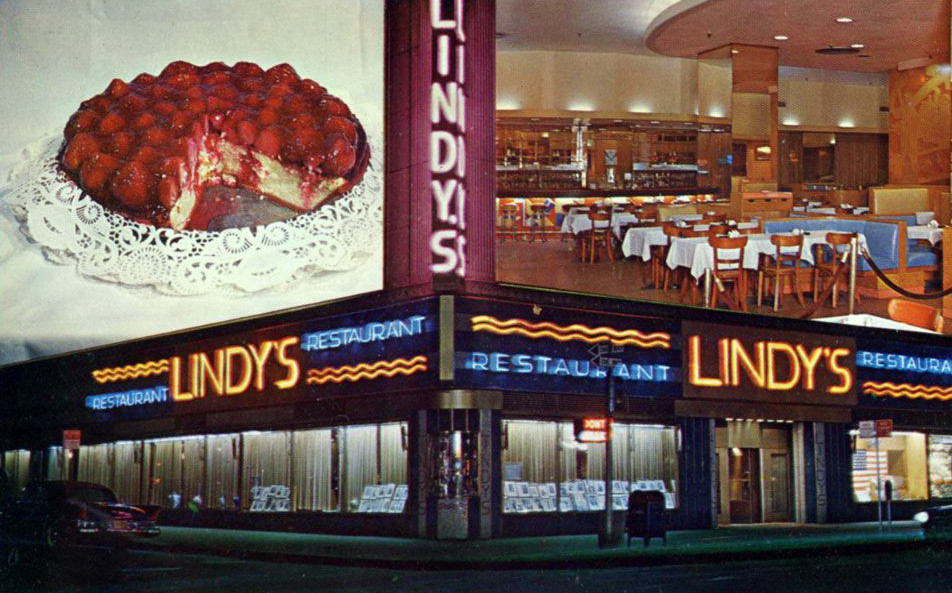
Lindy's delicatessen a Broadway i 51st St a la ciutat de Nova York

L'origen del terme es pot remuntar a Albert Goldman i un article de 1964 que havia escrit a The New Republic titulat “La llei de Lindy". El terme "Lindy" fa referència a la delicatessen Lindy de Nova York, on els còmics es reuneixen cada nit per desmuntar les últimes accions del negoci de l'espectacle. En aquest article, Goldman descriu una creença popular entre els observadors dels mitjans de comunicació de Nova York, segons la qual la quantitat de material disponible per als còmics és constant i, per tant, la freqüència de producció prediu la durada de la seva sèrie.
Benoit Mandelbrot va definir un concepte diferent amb el mateix nom al seu llibre de 1982 The Fractal Geometry of Nature. Mandelbrot va proposar una versió en la qual els còmics no disposen d'una quantitat fixa de material per a les seves aparicions televisives. En canvi, la seva aparició futura es basa en la seva activitat passada. Així, Mandelbrot va formular matemàticament que per a les coses limitades per la vida del productor, com la promesa humana, l'esperança de vida futura és proporcional al passat dels còmics.
Nassim Taleb va presentar una versió de la idea de Mandelbrot a The Black Swan: The Impact of the Highly Improbable estenent-la a una determinada classe de productes no peribles on l'esperança de vida es pot expressar com a lleis de poder.
Al llibre de 2012 de Taleb Antifragile: Things That Gain from Disorder, per primera vegada es va referir explícitament a la seva idea com l'efecte Lindy, va eliminar els límits de la vida del productor per incloure qualsevol cosa que no tingui un límit superior natural i va incorporar en la seva teoria més àmplia de l'anti-fràgil.
Segons Taleb, Mandelbrot va estar d'acord amb la definició ampliada de l'efecte Lindy: “Jo vaig suggerir el límit perible/no perible i ell [Mandelbrot] va acceptar que el no perible seria distribuït per llei de poder mentre que el perible funcionava com una mera metàfora”.